# Goose River (vattendrag i Bahamas)
Goose River är ett vattendrag i Bahamas.   Det ligger i distriktet Central Andros District, i den sydvästra delen av landet, 110 km sydväst om huvudstaden Nassau.
Trakten runt Goose River består i huvudsak av gräsmarker. Trakten runt Goose River är nära nog obefolkad, med mindre än två invånare per kvadratkilometer.